# Truchillas
Truchillas (Trueitiellas en dialecte cabreirés) és un poble del municipi de Truchas. Actualment té uns 20 habitants (2013)

## Geografia

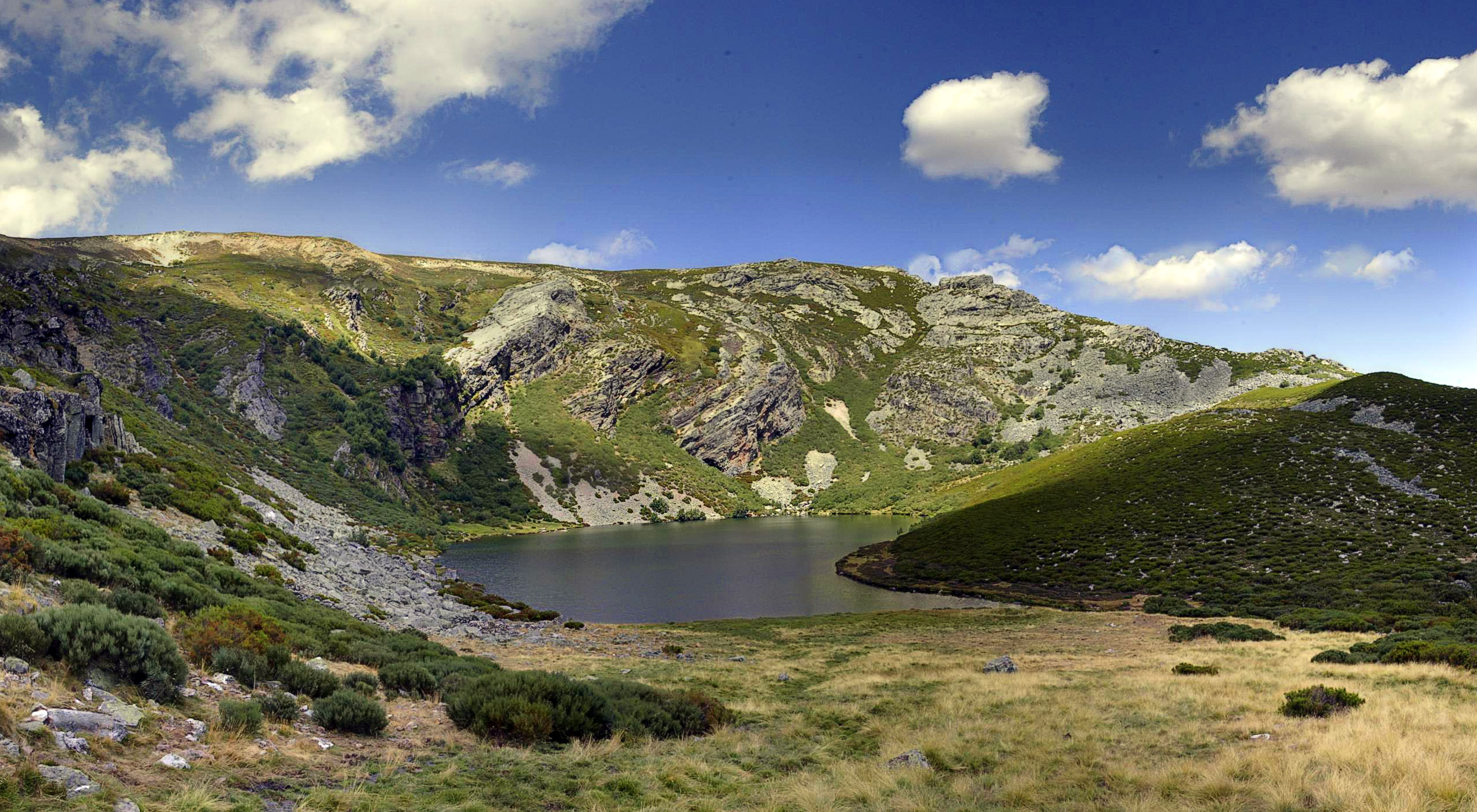
Vista del llac de Truchillas.

Truchillas es troba a la comarca de La Cabrera, més concretament, dins la Cabrera Alta.
Pertany al municipi de Truchas junt amb altres 12 pobles: Baillo, Corporales, La Cuesta, Cunas, Iruela, Manzaneda, Pozos, Quintanilla de Yuso, Truchas, Valdavido, Villar del Monte i Villarino.
Està totalment envoltat de muntanyes (Montes de León), la més alta de les quals és el Pic Vizcodillo (2.121 m).
Hi discorren dos rius: el riu Tixeo i el riu del Lago, que conflueixen i adopten el nom d'aquest poble. El riu del Lago neix al Llac de Truchillas, que és d'origen glaciar està declarato Monument Natural per la Junta de Castilla i Lleó des de 1990.

## Fauna i Flora

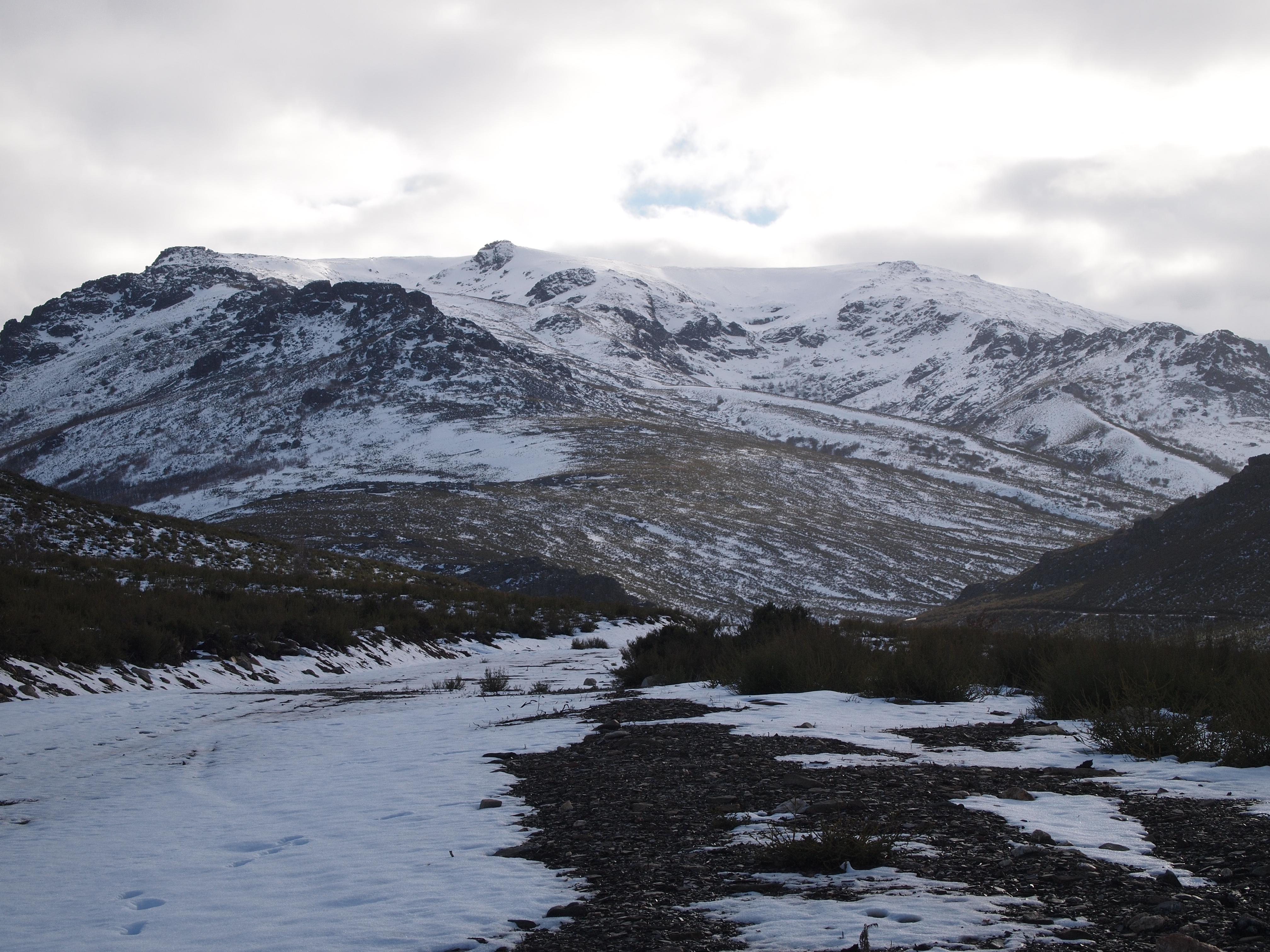
Cara nord del mont Vizcodillo.

La vegetació predominant és de matollar i bosc menut, compost majoritàriament per brucs (Erica arborea, Erica australis, Erica tetralix, Calluna vulgaris). Els pastors trdicionalment cremaven la vegetació i encara resten alguns claps del roure (Quercus pyrenaica). A l'indret conegut com a Las Cabañas hi ha grèvols (Ilex aquifolium).
A la vora dels rius apareixen pollancredes (Populus nigra), bedollars (Betula pubescens), verns (Alnus glutinosa), avellaners (Corylus avellana), serberes (Sorbus aucuparia), etc.
També hi ha arços (Crataegus monogyna), rosers silvestres (Rosa canina), piornos (Cytisus scoparius, (Cytisus purgans) i esbarzers (Rubus ulmifolius)
Entre la fauna de la zona hi destaca el llop (Canis lupus signatus), la guineu (Vulpes vulpes), el cabirol (Capreolus capreolus). Entre les aus hi ha diverses rapinyaires merla aquàtica i merla comuna i d'altres.